# Aphrastobracon monothrix
Aphrastobracon monothrix är en stekelart som beskrevs av Baltazar 1963. Aphrastobracon monothrix ingår i släktet Aphrastobracon och familjen bracksteklar. Inga underarter finns listade i Catalogue of Life.